# 밀양아리솔학교
밀양아리솔학교는 경상남도 밀양시에 있는 공립 특수학교이다.

## 연혁
- 2022년 3월 1일 : 폐교된 옛 초동중학교 부지에 개교[1]